# Papilio demodocus
Papilio demodocus – gatunek motyla z rodziny paziowatych (Papilionidae). Występuje powszechnie na terenie Afryki Subsaharyjskiej, na Madagaskarze, a także w południowo-zachodniej części Półwyspu Arabskiego. Szczególnie na terenach zalesionych oraz w ogrodach. Samce osiągają rozpiętość skrzydeł 10–12 cm, samice zaś 11–13 cm. Różnice morfologiczne pomiędzy samcami a samicami są niewielkie. Owad dorosły lata cały rok, jednak najwięcej osobników spotyka się między wrześniem a majem. Jest szkodnikiem, gdyż jego gąsienice niszczą drzewa cytrusowe stanowiące ich pokarm. Oprócz tego gąsienice żerują na Calodendron capense, Clausena anisata, Zanthoxylum capense, Vepris lanceolata, Teclea natalensis.

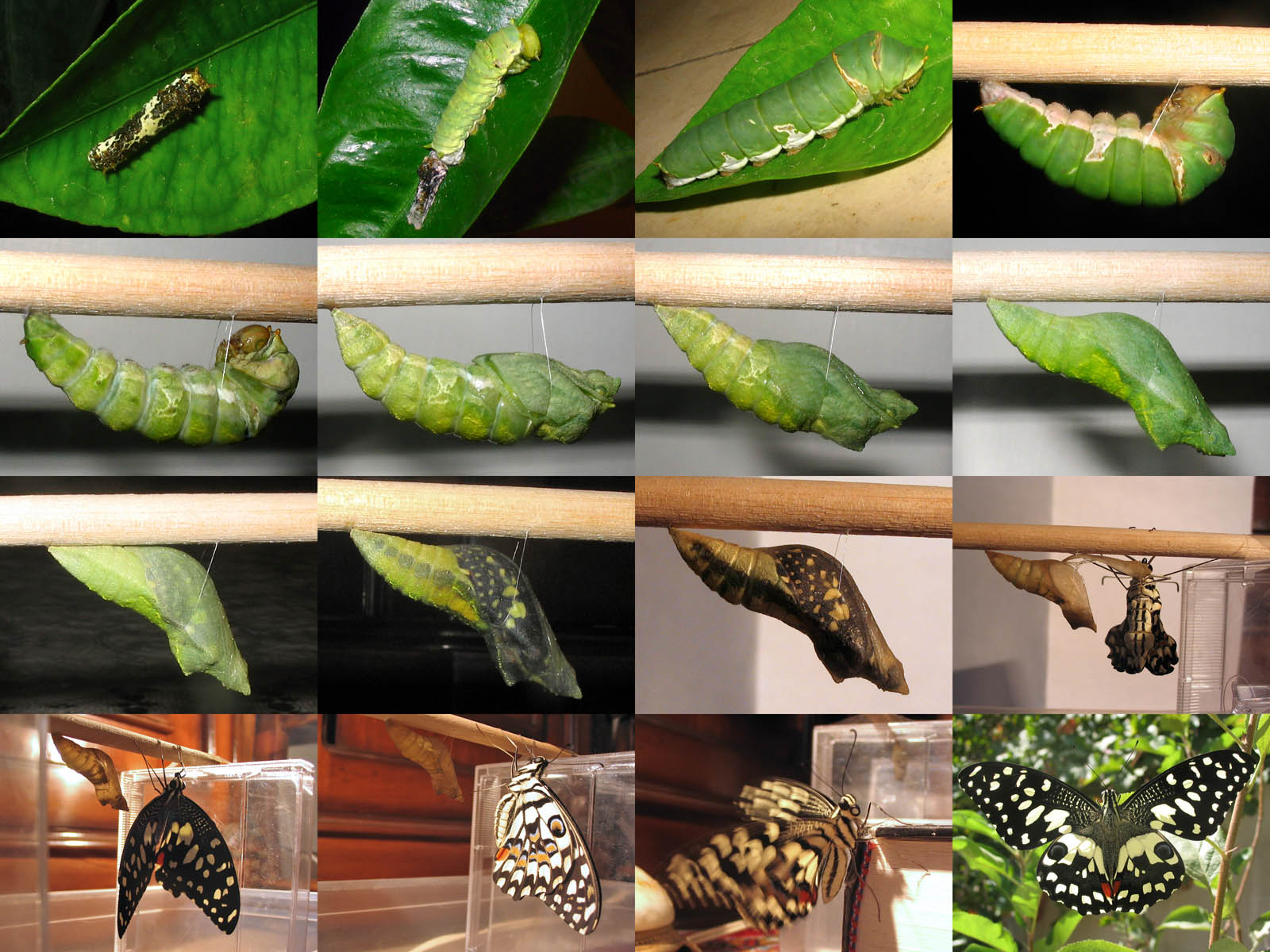
Cykl życiowy Papilio demodocus